# Miss Canada 1983
 (novembre 2015).
Cet article est consacré à l'édition 1983 du concours Miss Canada.

## Résultats
| Classement final      | Candidates |
| --------------------- | --- |
| Miss Canada 1983      | - Manitoba - Jodi Yvonne Rutledge |
| 1st runner-up[Quoi ?] | - Montréal - Lilianne Pelchat |
| 2d runner-up          | - Toronto - Loretta Sullivan |
| 3 rd runner-up        | - South Shore - Esther Almela |
| Top 10                | - Edmonton - Suzanne Flannigan - Kitchener-Waterloo - Cynthia Cindy Belliveau - Nova Scotia - Barbara Jean Sanford - Saskatoon - Marlene Flaman - Sault-Sainte-Marie - Kathryn Greco - Trois-Rivières - Marie Chartier |

## Prix spéciaux
- Yamaha Talent Award - Vancouver
- Miss Friendship - Bathurst
- Miss Swimsuit - Manitoba

## Candidates
- Bathurst  - Susie Roy
- Brampton  - Nancy Hopkins
- Calgary (AB) - Barbara Reekie
- Campbell River (BC) - Holly Patten
- Chilliwack (BC) - Marianne Covey
- Eastern Ontario - Susan Childerhose
- Fort Frances (ON) - Celeste Bowes
- Fort McMurray (AB) - Lori Acheson

Fort St. John (BC) - Deborah Kursteiner
Grande Prairie (AB) - Kimberly Glena
Interior of British Columbia - Leanne Smalley
Laval (QC) - Louise Veilleux
Lethbridge (AB) - Cori-Jo Petrunik
London (ON) - Cindy Willen
Mississauga (ON) - Shari Margolese
Newfoundland & Labrador - Lorraine Pope
Niagara Falls (ON) - Teresa Giancola
Prince Albert (SK) - Donna Boyle
- Prince Edward Island - Tracey Fogarty
- Prince George (BC) - Laura Stewart
- Red Deer (AB) - Denise Hill
- Regina (SK) - Melanie Braaten
- Saint John (NB) - Judith Smythe
- Vancouver (BC) - Diana Pemberton
- Windsor (ON) - Nora Bertram
- Yellowknife - Vina McNeill